# Chevanceaux
 Chevanceaux  es una población y comuna francesa, situada en la región de Poitou-Charentes, departamento de Charente Marítimo, en el distrito de Jonzac y cantón de Montlieu-la-Garde.

## Demografía
| 1035 | 1044 | 1129 | 1087 | 1008 | 981 |
| Para los censos de 1962 a 1999 la población legal corresponde a la población sin duplicidades (Fuente: INSEE [Consultar]) |      |      |      |      |     |